# Carmine Abate
Carmine Abate   (Carfizzi, 24 d'octubre de 1954) és un escriptor italià, autor de nombrosos contes, novel·less i assaigs, centrant-se principalment en les qüestions dels emigrants i les reunions entre les cultures. Va créixer en el poble arbëreshë (italo-albanès) de Carfizzi, i després de graduar-se en Arts, es va traslladar a Hamburg, on el seu pare havia emigrat. Aquí ensenya en una escola per als immigrants i començà a publicar els primers contes.
Va sortir el 1984, la seva primera col·lecció Den Koffer und weg i, a continuació, va realitzar una recerca amb Meike Berhmann, Germanesi, la història i la vida d'una comunitat de Calàbria i els seus emigrants. Més tard va tornar a Itàlia i publica diverses novel·les i contes curts de gran èxit, i es va establir a Besenello (Trentino, on continuà la labor d'escriptor i professor. El 2007, va donar una xerrada en l'escola secundària la ciència "Michelangelo Buonarroti" de Monfalcone sobre el multiculturalisme.

## Obres
- Nel labirinto della vita, Roma: Juvenilia, 1977.
- I Germanesi: storia e vita di una comunità calabrese e dei suoi emigranti, Carmine Abate; Meike Behrmann, Cosenza Pellegrini, 1986.
- Shtegtimi i unazës, Pejë: Dukagjini, 1994.
- La moto di Scanderbeg, Fazi, 1999.
- Tra due mari, Mondadori, 2002 (Premi Società dei Lettori, Lucca-Roma).
- La festa del ritorno, Mondadori, (2004) (guanyador del "Premi Napoli", "Premi Selezione Campiello" i Premi Corrado Alvaro)
- Il muro dei muri, Oscar Mondadori, 2006.
- Il ballo tondo,[1] Piccola biblioteca Oscar Mondadori, 2005.
- Terre di andata, Argo, 1996.
- Il mosaico del tempo grande, Mondadori, 2006.
- Gli anni veloci - Mondadori, 2008.
- Vivere per addizione e altri viaggi, Mondadori, 2010.
- Terre di andata. Poesie & proesie, Il Maestrale, 2011.
- La collina del vento, Mondadori, 2012 (guanyador del Premi Campiello).[1]
- Il bacio del pane (2013)[1]
- La felicità dell'attesa (2015)[1]
- Il banchetto di nozze e altri sapori (2016)[1]
- Le rughe del sorriso (2018)[1]
- L'albero della fortuna (2019)[1]
- Il cercatore di luce (2021)[1]
- Un paese felice (2023)[1]